# Şavşat
Şavşat là một huyện thuộc tỉnh Artvin, Thổ Nhĩ Kỳ. Huyện có diện tích 1377 km² và dân số thời điểm năm 2007 là 18780 người, mật độ 14 người/km².